# 吴钩

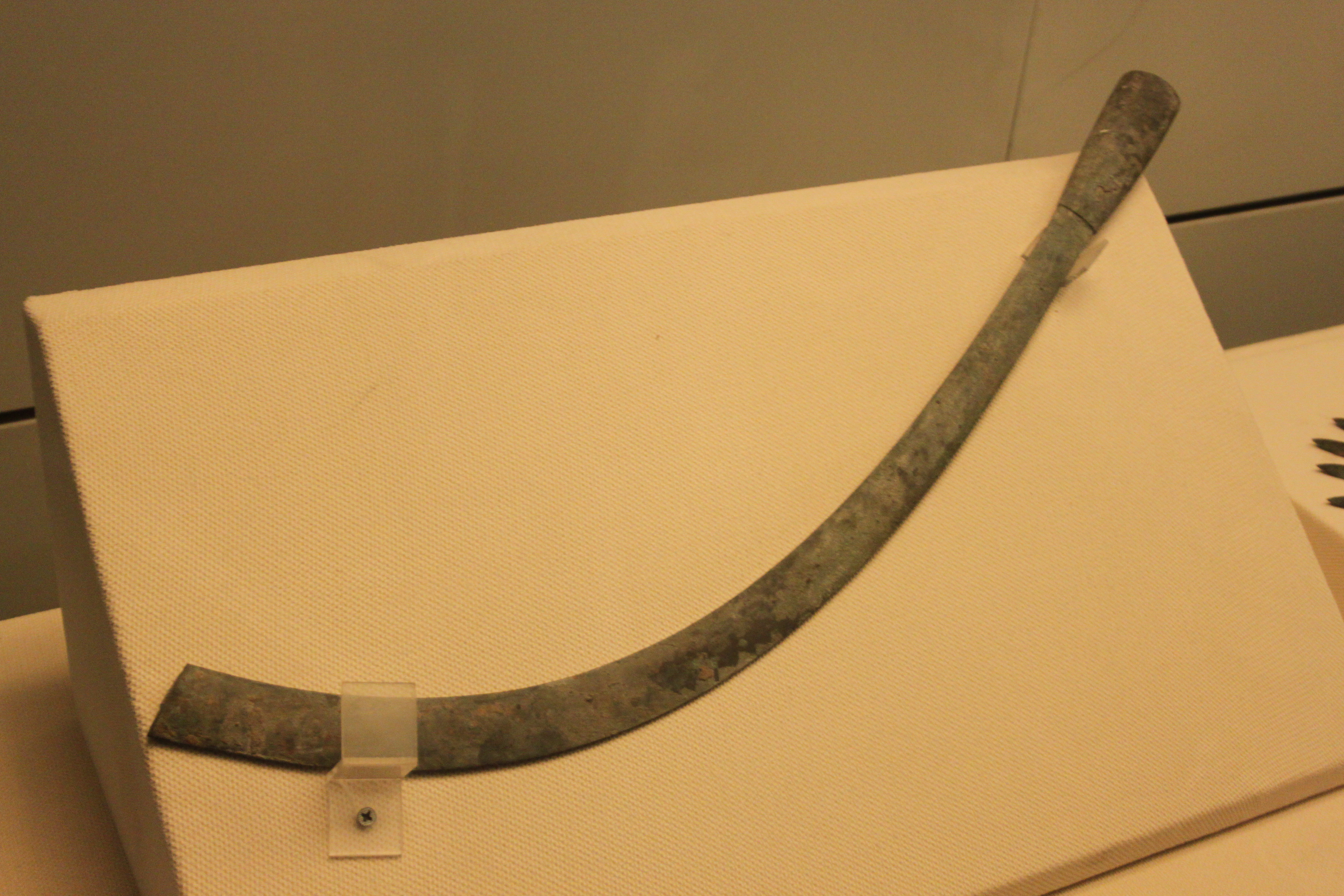
出土于秦始皇兵马俑一号坑的吴钩（现藏于秦始皇兵马俑博物馆）

吴钩，简称钩，又称为吴刀、葛党刀，是中国古代的一种兵器，形似劍但呈曲线形。因流行于古代吴国之地而被称为“吴钩”。
据《吴越春秋·阖闾内传》记载，吴王阖闾曾下令全国锻造钩，重赏百金。有位工匠杀死自己的两个儿子，以血涂钩，献给吴王。后代诗文中常以“吴钩”代指利剑，表达建功立业之志，如唐代李贺《南園十三首》其五云：“男儿何不带吴钩，收取关山五十州。”又如宋代词人辛弃疾《水龙吟·登建康赏心亭》云：“把吴钩看了，栏杆拍遍，无人会，登临意。”
1975年，在位于陕西省临潼县东侧的秦始皇兵马俑一号坑出土过两把吴钩实物。